# RD-180火箭发动机

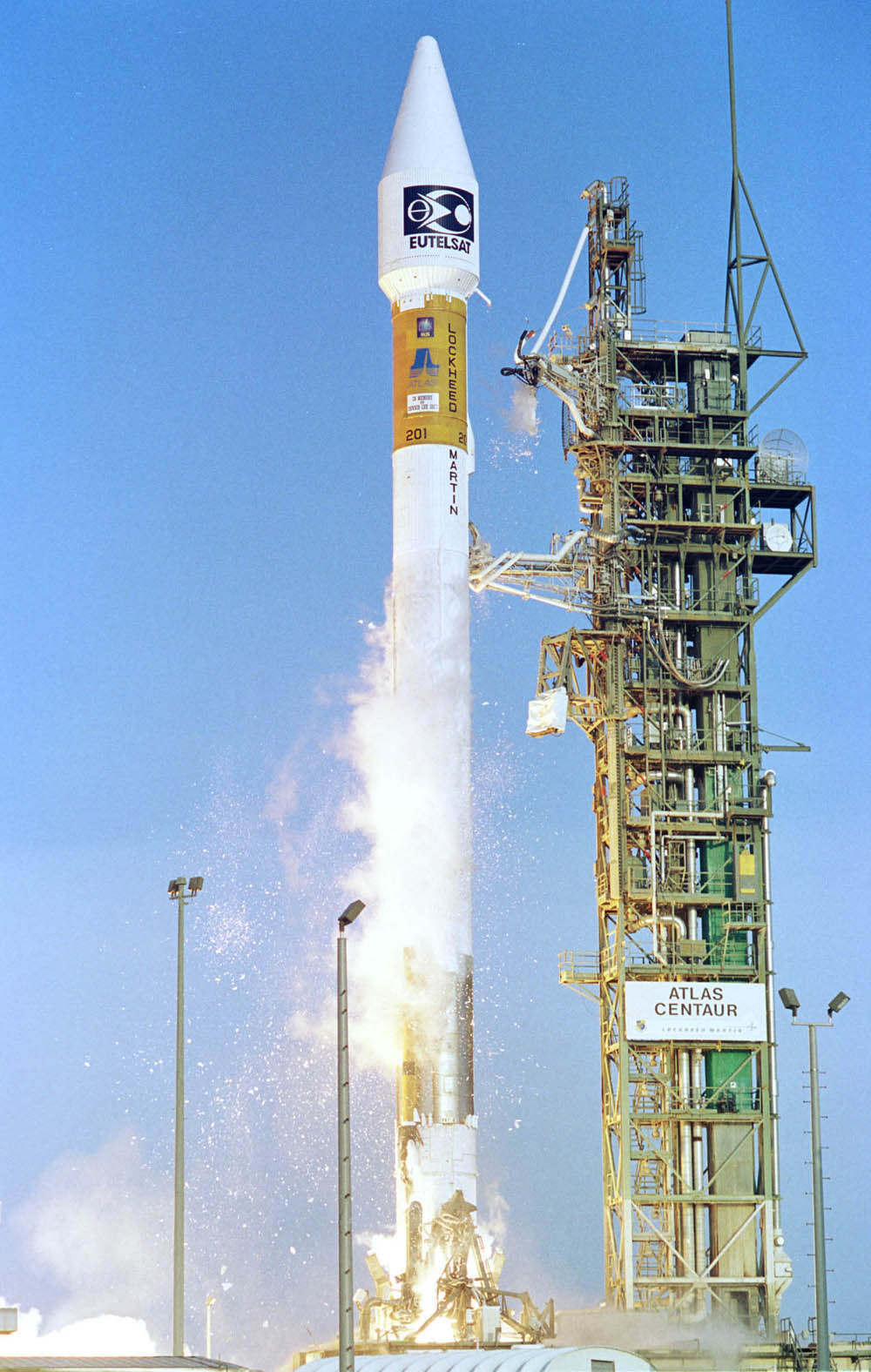
使用RD-180火箭引擎的阿特拉斯III火箭

RD-180是俄罗斯的一款双燃烧室双喷嘴的火箭发动机，由RD-170系列衍生而来。与RD-170相同，RD-180也是共用涡轮泵。RD-180的使用权已被通用动力公司航天部门取得（后来易手给洛克马丁），主要是90年代时用来开发改进型一次性运载火箭（EELV）和阿特拉斯运载火箭。考虑到这些火箭既要满足军用，又要用于商业发射，因此普惠公司也加入发动机合作项目。发动机的生产全部在俄罗斯进行，而负责出售的是发动机生产商动力机械科研生产联合体（NPO Energomash）和普惠公司组成的合资公司。
RD-180以煤油和液氧为推进剂，使用高压分级燃烧循环。RD-180继承了先驱RD-170的富氧预燃室设计，使发动机效率更高。喷嘴的活动由四个液压缸支持。
RD-180首先被使用在阿特拉斯IIA-R火箭上，也就是阿特拉斯IIA加字母R。（R代表俄罗斯，因为火箭采用了俄罗斯的主发动机）这款火箭后来被命名为阿特拉斯三号。另有项目在研究是否可以将这款发动机用于阿特拉斯五号的公共助推核心。
当初洛克马丁用来做结构测试和频率响应测试的那台RD-180陈列在第23届G8峰会美国总统克林顿和俄罗斯总统叶利钦会晤的地方。

## 技术参数
- 真空推力：933,400 磅力（4.15 MN）
- 海平面推力：860,568 lbf (3.83 MN)
- 真空比冲：338 s (3,313 N·s/kg)
- 海平面比冲：311 s (3,053 N·s/kg)
- 重量：12,081 lb (5,480 kg)
- 直径：124 英吋 (3.15 m)
- 长度：140 英吋 (3.56 m)
- 燃烧室数： 2个
- 燃烧室压力： 257 bar / 3,722 psia (25.7 MPa)
- 喷嘴面积比： 36.87:1
- 混合比：2.72:1（氧化剂：燃料）
- 推重比：78.44:1